# Пономарёвская (Коношский район)
Пономарёвская — деревня в Коношском районе Архангельской области. Административный центр муниципального образования «Тавреньгское».

## История
Деревня расположена в центре группы населенных пунктов, носящих общее название Тавреньга. До революции поселение Тавреньга (Тавреньга – Завельская, 1894 год), в состав которого входило Пономарёвская, располагалась на стыке трёх губерний: Олонецкой, Новгородской и Вологодской, относясь к Вельскому уезду Вологодской губернии. Поселение растянулось в то время более чем на 100 верст вдоль реки Вель и включало в себя, кроме села Пономаревское, также деревни Кащеевская, Пуминово, Зеленая и Хмельники. Население занималось земледелием и охотой.
Известный краевед А. Шустиков в очерке «Тавреньга Вельского уезда», опубликованном в 1895 году в журнале Русского географического общества «Живая старина», следующим образом описывал Пономарёвскую:

Переменив лошадь, отправился в село Пономарёвское, где имелись волостное правление, земское училище, квартиры фельдшера и урядника, большая каменная церковь с домами притча и лавками торговцев.

## Население
Численность населения деревни, по данным Всероссийской переписи населения 2010 года, составляла 368 человек.

## Экономика
В 2010 году в деревне была открыта животноводческая ферма на 400 голов скота.

## Достопримечательности
В деревне находятся две православных церкви:
- деревянная Церковь Преображения Господня, построенная в 1762 году[5]
- каменная Церковь Илии Пророка 1817 года постройки[6]